# Carlo Mazzone
Carlo Mazzone (ur. 19 marca 1937 w Rzymie, zm. 19 sierpnia 2023 w Ascoli Piceno) –włoski piłkarz, występujący na pozycji środkowego obrońcy oraz trener piłkarski.

## Kariera piłkarska
Mazzone pochodzi z Rzymu. Piłkarską karierę rozpoczął w tamtejszym klubie AS Roma. W 1955 roku został włączony do kadry pierwszej drużyny, ale w Serie A zadebiutował dopiero w 1958 roku. W Romie wystąpił w zaledwie dwóch spotkaniach i w 1959 roku trafił do SPAL 1907. W klubie z Ferrary grał przez jeden rok. W 1960 roku został piłkarzem grającego w Serie C Ascoli Calcio. Grał tam do 1969 roku, czyli do końca swojej piłkarskiej kariery.

## Kariera trenerska
Po zakończeniu kariery piłkarskiej Mazzone został trenerem. Jego pierwszym zespołem który prowadził było Ascoli. Pracował tam przez blisko 8 lat. W 1972 roku osiągnął swój pierwszy sukces awansując do z Serie C1 do Serie B. Dwa lata później wprowadził Ascoli do Serie A, jednak po roku zrezygnował z pracy, a klub utrzymał się w lidze (12. pozycja). Latem 1975 został pierwszym szkoleniowcem drużyny Fiorentiny, z którą zajął 3. miejsce w Serie A, swoje najwyższe w trenerskiej karierze. W Fiorentinie pracował 3 lata, a następnie bez sukcesów szkolił zespoły z Serie A, takie jak US Catanzaro, FC Bologna, US Lecce i Delfino Pescara 1936.
W 1991 roku Mazzone został zatrudniony na stanowisku trenera Cagliari Calcio. W sezonie 1992/1993 drużyna z takimi zawodnikami jak Enzo Francescoli, Luis Oliveira i Francesco Moriero zajęła wysokie 6. miejsce w tabeli i dzięki temu zakwalifikowała się pierwszy raz do europejskich pucharów od czasu gry Luigiego Rivy w tym klubie.
Latem 1993 nowy prezes AS Roma Franco Sensi ściągnął Mazzone do swojego klubu. W 1994 roku zajął on 7. miejsce z zespołem „giallorossich”. W 1996 i 1997 były to miejsca piąte, ale ostatecznie z Romą nie wywalczył żadnego trofeum. Powrócił więc do Cagliari, a następnie szkolił piłkarzy SSC Napoli, ponownie Bologny, AC Perugia i Brescii Calcio. W tym ostatnim jednym z jego podopiecznych był Roberto Baggio. Był też niechlubnym bohaterem incydentu podczas spotkania z Atalantą BC w 2000 roku. Gdy jego drużyna zdobyła gola w 90. minucie spotkania, przebiegł ponad 70 metrów by słownie obrazić kibiców drużyny rywali.
W 2003 roku Mazzone opuścił Brescię i po raz trzeci w karierze znalazł się w Bolonii. Jego przygoda z tym klubem trwała dwa sezony, a w sezonie 2004/2005 niespodziewanie spadł z nim do drugiej ligi. W lutym 2006 roku po rocznej przerwie zaakceptował ofertę AS Livorno Calcio i objął zwolnioną przez Roberta Donadoniego posadę. Pod koniec sezonu zrezygnował z pracy.